# Los infectados
Los infectados es una película de terror peruana de 2017 escrita y dirigida por Juan Francisco Camborda Cruz. Esta protagonizada por Abel Zevallos, Jorge Jerí, César Chachayma y Carmen Arone Salazar. Fue estrenada el 24 de junio de 2017 en cines peruanos.

## Sinopsis
Una infección generalizada azota la ciudad de Ayacucho provocando que todos sus pobladores muten y se conviertan en zombis que aterrorizan a los pocos libres de la infección.

## Reparto
- Jorge Jeri Hinostroza como Paul
- Abel Zevallos Montes como José Luis
- Carmen Arone Salazar como Elizabeth
- Wilker Hinostroza Escalante como Albert
- Henry Tineo Cisneros como Samuel
- Maciel Oré Obregón como Andrea
- Sandro Nuñez Gómez como Marco
- Maribel Vargas Cárdenas como Mariana
- Kiara Jaime Landeo como Jenny
- Mary Carmen Vega Soto como Lourdes
- Briyith Pillaca Meneses como Susana
- César Chachayma Araujo como Ángel
- Evan Cusi Carrillo como Enrique
- Nidvan Hurtado Ovalle como Policía